# كيرستين ستورمز
كيرستين ستورمز هي ممثلة أمريكية ولدت في 8 أبريل 1984.